# Gare de Gannat
La gare de Gannat est une gare ferroviaire française de la ligne de Saint-Germain-des-Fossés à Nîmes-Courbessac, située sur le territoire de la commune de Gannat, à un kilomètre du centre-ville, dans le département de l'Allier en région Auvergne-Rhône-Alpes.
C'est une gare de la Société nationale des chemins de fer français (SNCF), desservie par des trains régionaux du réseau TER Auvergne-Rhône-Alpes.

## Situation ferroviaire
Établie à 337 mètres d'altitude, la gare de bifurcation de Gannat est située au point kilométrique (PK) 378,390 de la ligne de Saint-Germain-des-Fossés à Nîmes-Courbessac, entre les gares ouvertes de Saint-Germain-des-Fossés et d'Aigueperse, au PK 394,823 de la ligne de Commentry à Gannat et au PK 367,776 de la ligne de La Ferté-Hauterive à Gannat, partiellement exploitée pour le fret et déclassée et/ou fermée entre Saint-Pourçain-sur-Sioule et Gannat.

Voies de la gare
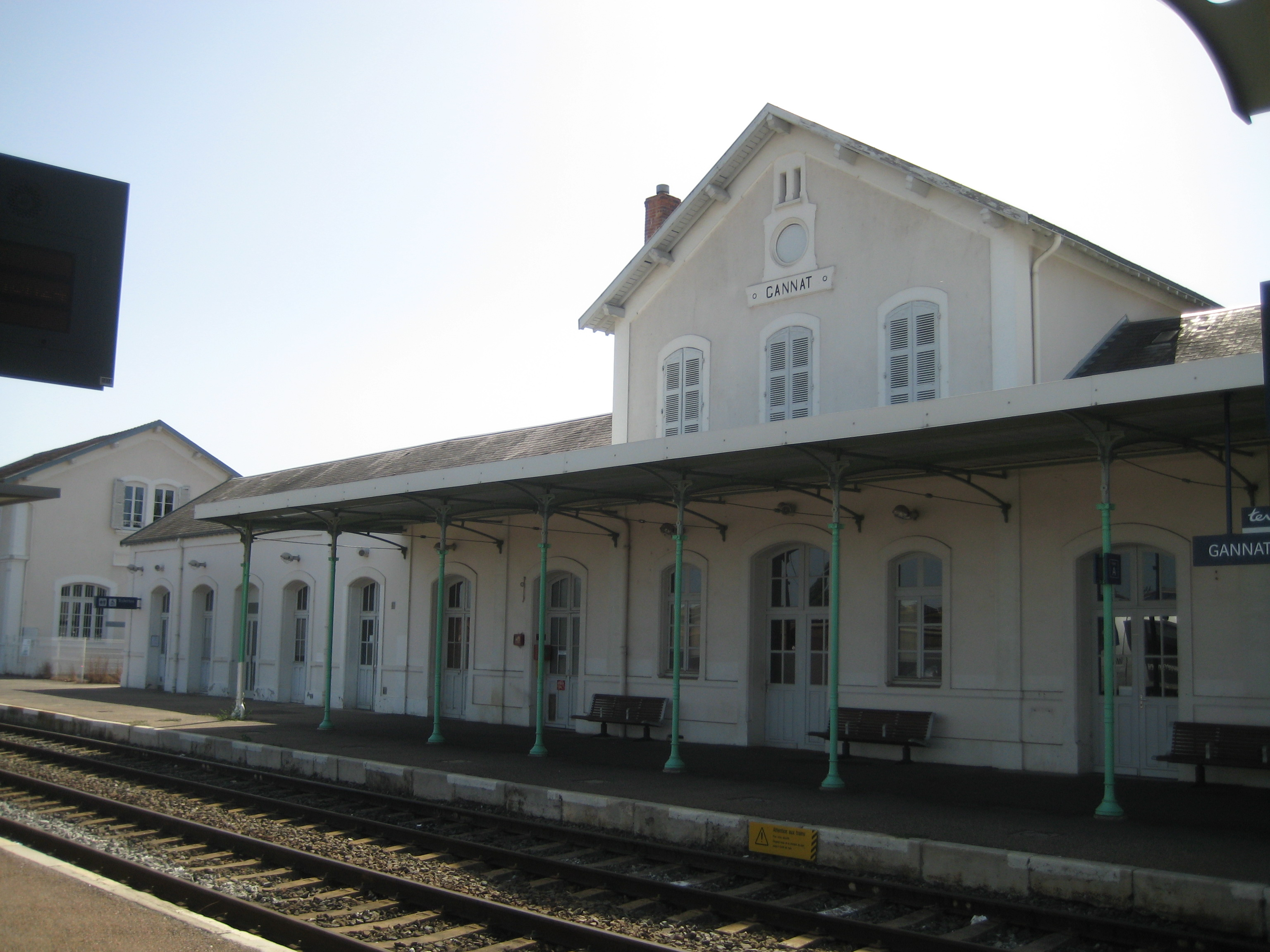
Vues depuis un quai en 2012.
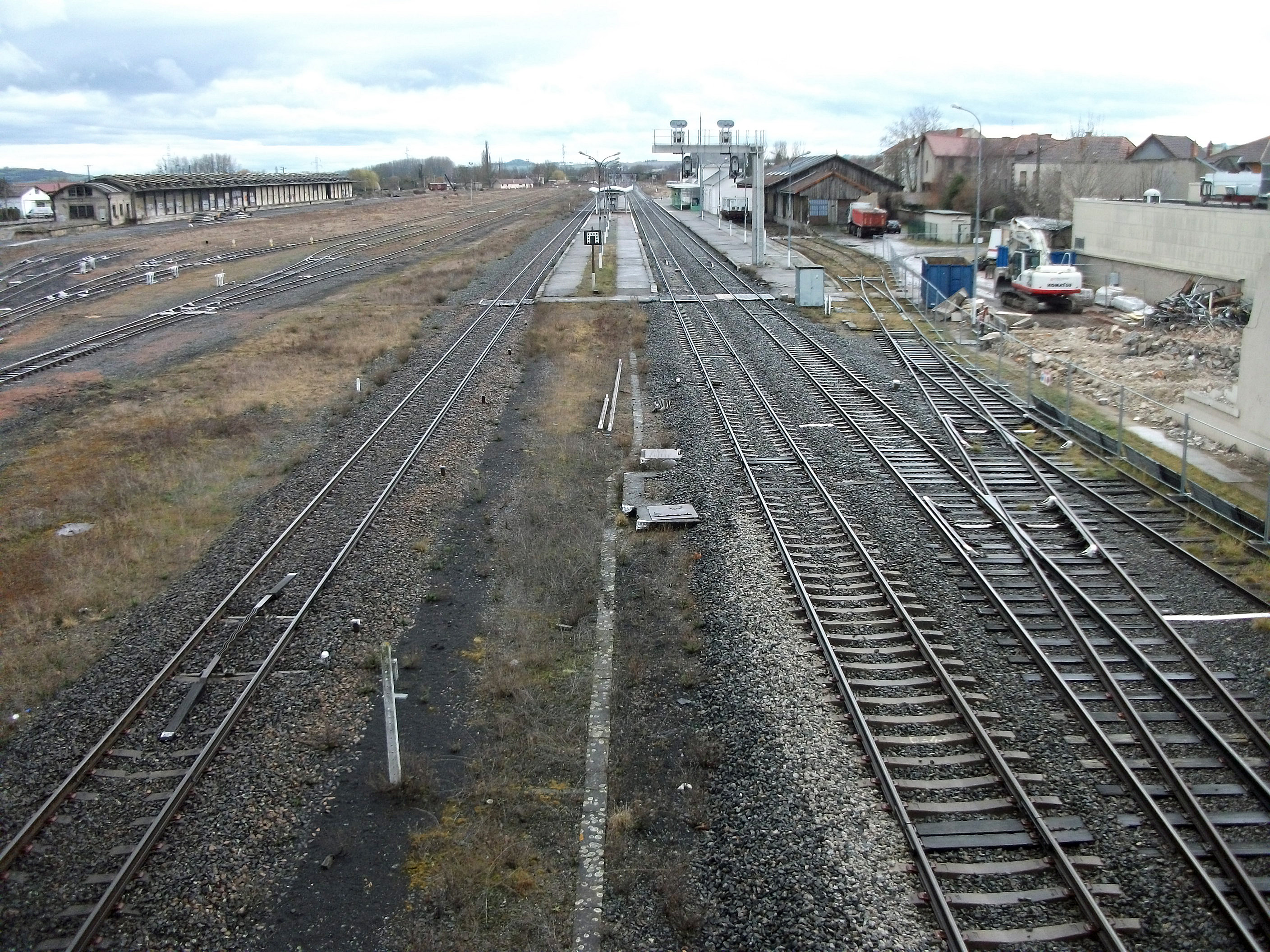
Vues depuis le pont de la route départementale 2209.

## Histoire

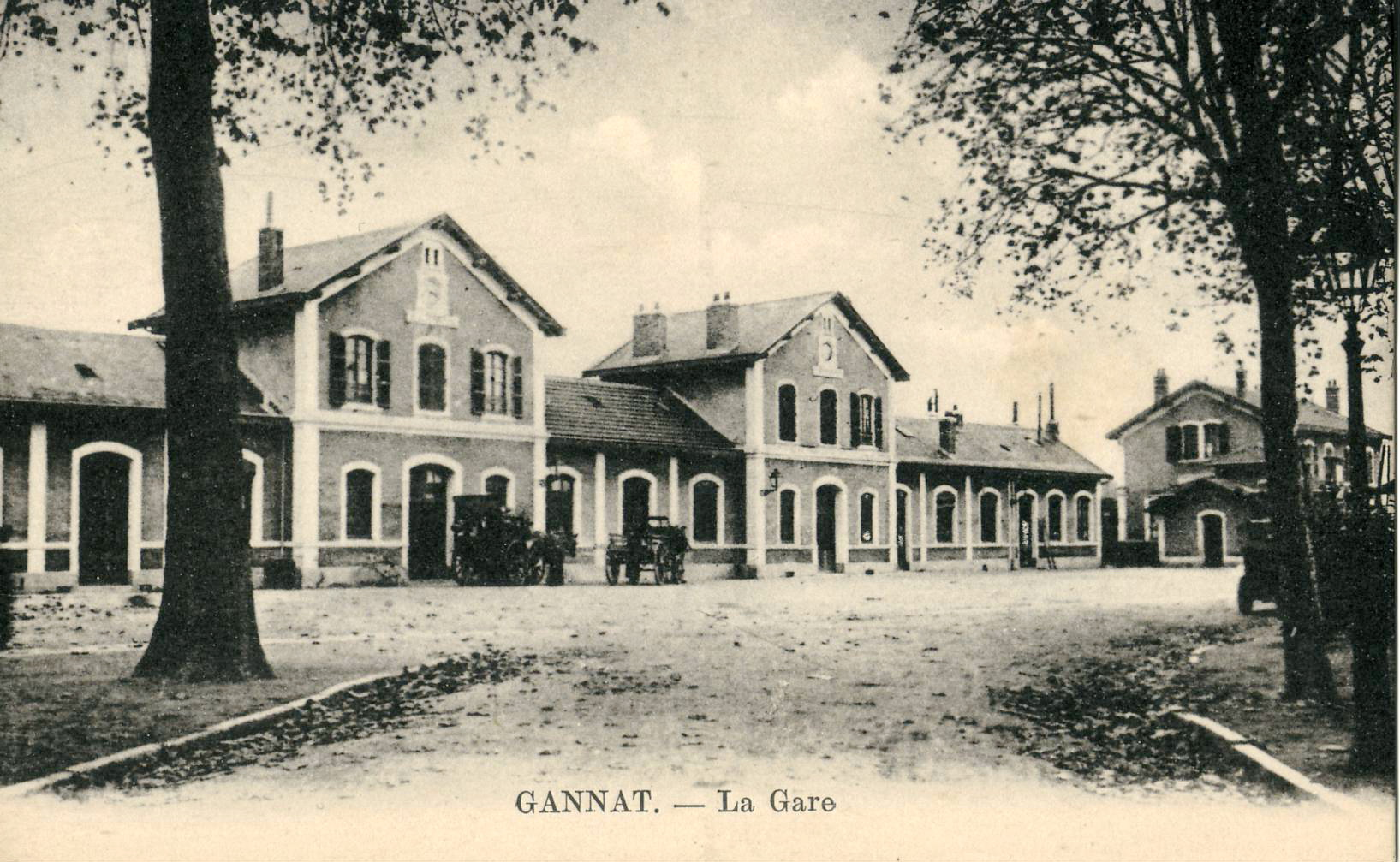
La gare au début du XXe siècle.

La gare de Gannat fut construite à la suite du projet, initié par la compagnie du chemin de fer Grand-Central de France, de relier Saint-Germain-des-Fossés à Clermont-Ferrand via Gannat. Cette concession sera cédée au PLM en 1855 lors de la faillite de Grand Central. En 1871 vient se greffer une partie de la transversale Lyon-Bordeaux, la ligne reliant Commentry à Gannat ; désormais deux compagnies ferroviaires cohabitent dans la gare, le PO et le PLM. D'ailleurs, à l'époque, deux dépôts de machines sont présents sur le site, un pour chaque compagnie. À l'occasion de l'arrivée de la ligne PLM de La Ferté-Hauterive à Gannat au début des années 1930, la gare connut divers remaniements ; les architectes avaient notamment décidé de créer un nouveau poste d'aiguillage type SAXBY dans une tour faite de béton que l'on peut toujours voir.
À l'origine, la ligne reliant Saint-Germain-des-Fossés à Riom était à double voie, il existait donc un troisième quai, dont on peut encore deviner l'emplacement.

## Fréquentation
De 2023 à 2015, selon les estimations de la SNCF, la fréquentation annuelle de la halte s'élève aux nombres indiqués dans le tableau ci-dessous.
| Année     | 2023   | 2022   | 2021   | 2020   | 2019   | 2018   | 2017   | 2016   | 2015   |
| --------- | ------ | ------ | ------ | ------ | ------ | ------ | ------ | ------ | ------ |
| Voyageurs | 93 252 | 86 791 | 68 148 | 56 161 | 91 313 | 81 266 | 92 707 | 87 973 | 92 353 |

## Service des voyageurs

### Accueil
Gare SNCF, elle dispose d'un bâtiment voyageurs désormais fermé au public.

### Desserte
Gannat est desservie par des trains régionaux TER Auvergne-Rhône-Alpes circulant entre les gares de Montluçon-Ville et Clermont-Ferrand, ainsi que par des trains omnibus reliant Gannat et Clermont-Ferrand (avec quelques prolongements au sud).
Les trains peuvent être reçus sur les trois voies (voies A, B et C, de longueurs utiles respectives 222, 311 et 343 mètres).

### Intermodalité
Un abri pour les vélos et un parking pour les véhicules sont aménagés.

## Service des marchandises
Cette gare est ouverte au service du fret.